# Loge Acacia (Rotterdam)
Loge Acacia is een vrijmetselaarsloge in Rotterdam opgericht in 1872, vallende onder het Grootoosten der Nederlanden.

## Geschiedenis
Het verzoek tot oprichting van deze loge werd op 25 juni 1872 gedaan door Herman Heyermans, N. Brenkman, B. van der Linden, B.D. van Rietschoten, E.F.L. Haastert, J. van den Berg, G.J. de Jonge, F.G. van de Ven Sauveur, H. du Croix, P. Ringlever, J.C. Lach, Edmund Scheffer, A.A. den Arend en W. Walker. De constitutiebrief is gedateerd 27 oktober 1872. De loge werd geïnstalleerd op 5 maart 1873.

## Betekenis naam

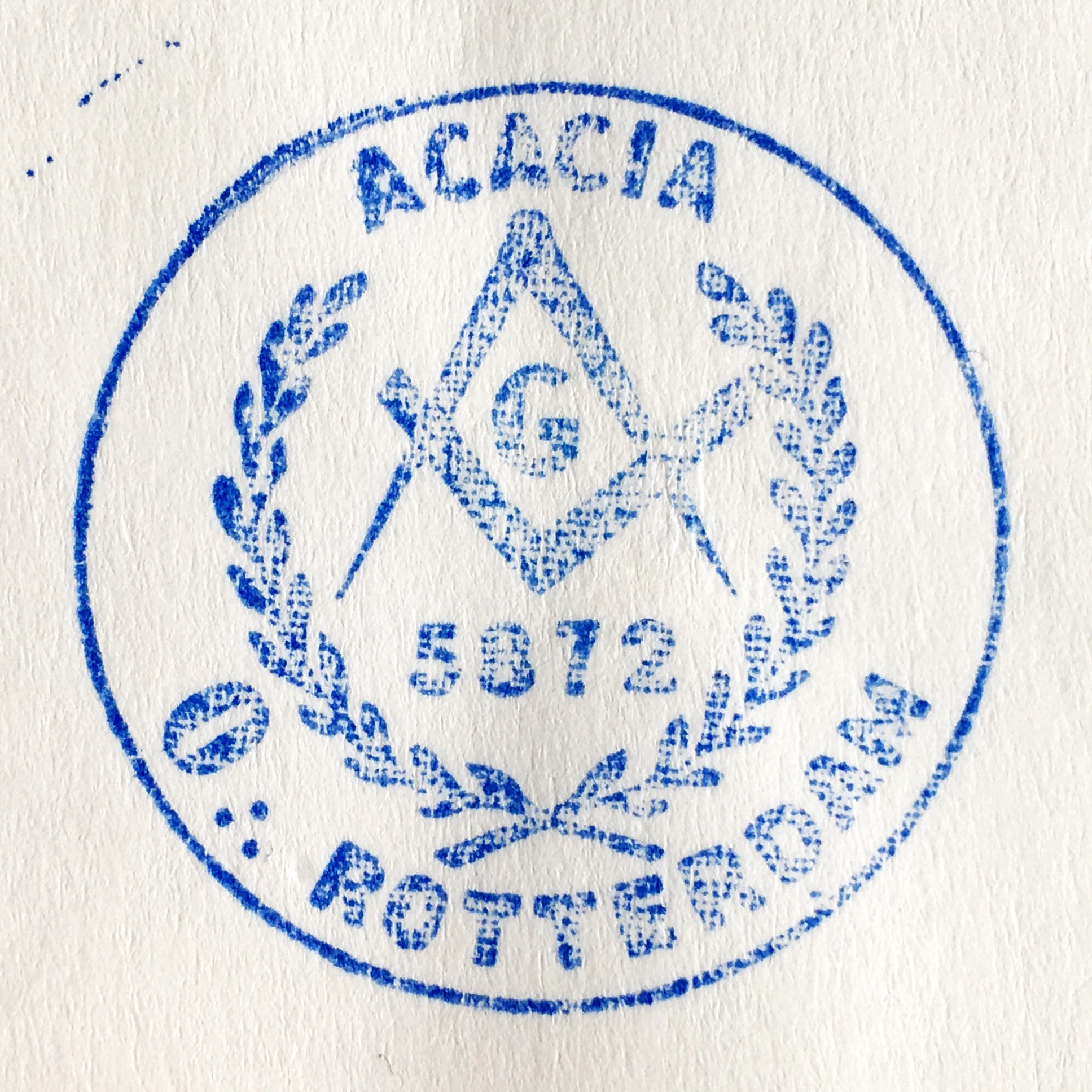
Een andere stempel gebruikt door de loge

De acacia speelt een rol van belang in het rituaal van de meestergraad. Haar karakter van evergreen bezorgde haar reeds in de Oudheid, in de landen van het Nabije Oosten waar zij inheems was, symboolfunctie als teken van onsterfelijkheid. De plant groeide op overigens dorre grond (He sitta = acacia, Joël 3:18, “het dal van Sittim” is een acaciadal, onvruchtbaar dal waar alleen acacia’s wilden groeien). Geen wonder dat het hout ervan diende voor de bouw van de Ark van Noach zowel als voor onderdelen van de Tabernakel. Inwijdelingen worden overigens vanouds geassocieerd met de tak van een bijzondere plant die zij moesten dragen, en in de vrijmetselarij speelt de acaciatak in zekere zin die rol. De verbreiding van het symbool van de acacia zal bovendien in de hand zijn gewerkt door een etymologische associatie—volstrekt ten onrechte—met de Griekse akakia = het vrij zijn van kwaad, onschuld.
De naam is door vrijmetselaren veelvuldig gebruikt, voor loges, tijdschriften en instellingen.
Vrijmetselarij · Beginselen · Geschiedenis · Symbolen · Vrijmetselaarsloge · Ordegrondwet · Obediëntie · Regulariteit en irregulariteit · Ritus · Graden · Grootmeester · Gemengde vrijmetselarij · Para-vrijmetselarij · Antivrijmetselarij · Vrijmetselarij in Nederland · Vrijmetselarij in België · Internationale vrijmetselarij
>>> Meer info op Portaal:Vrijmetselarij <<<